# Melissa (virus informatique)
Pour les articles homonymes, voir Melissa.
 (janvier 2019).
Si vous disposez d'ouvrages ou d'articles de référence ou si vous connaissez des sites web de qualité traitant du thème abordé ici, merci de compléter l'article en donnant les références utiles à sa vérifiabilité et en les liant à la section « Notes et références ».
Melissa est un virus informatique qui a sévi à partir du 26 mars 1999.
Cette infection avait deux conséquences :
- Saturation des systèmes de messagerie
- Tous les documents infectés d'une entreprise ou d'un particulier étaient envoyés à de multiples adresses, qu'ils soient confidentiels ou non.

Le montant estimé des dégâts est de 385 millions de dollars (source : International Computer Security Association). Symantec indique que ce virus ne contenait pas de fonctions destructrices, mais que dès juin 1999, un nouveau virus, ExploreZip apparaissait qui lui avait des fonctions destructrices.
L'auteur du virus (l'américain David L. Smith) a été identifié grâce au champ GUID dans les documents infectés. Avec les versions de Windows de l'époque, lorsqu'il était généré, ce champ contenait l'adresse MAC de l'ordinateur ayant servi à la création du document. Au cours de la propagation du virus, le champ était recopié par le logiciel Word ou par le virus lui-même. Dans les versions suivantes de Windows, l'algorithme qui génère le GUID a été modifié pour respecter la vie privée des utilisateurs, les 48 bits de l'adresse MAC ont été retirés.

## Moyen de propagation
Melissa était un virus de macro. L'infection se répandait via les utilisateurs ayant Word (versions 97 ou 2000) ou ceux ayant Outlook (version 97 ou 98). Les autres versions (word 95 ou Outlook Express) n'étaient pas vulnérables à l'infection.

## Les différents noms de ce virus
Le nom « Melissa » est une référence au nom d'un ou d'une danseuse érotique (lap dancer). De multiples autres noms ont été donnés à ce virus : Mailissa, Simpsons (en référence au dessin animé américain Les Simpson), Kwyjibo, ou Kwejeebo (toujours en référence aux Simpson où Bart tente de jouer ce mot imaginaire au Scrabble).

## La condamnation du coupable: 20 mois de prison
David L Smith a été d'abord condamné à 10 ans de prison, puis la peine a été réduite à moins de 2 ans (exactement 20 mois de prison) et 5000 dollars d'amende le 3 mai 2002.